# محطة القصيم
محطة القصيم هي محطة القطار التي تخدم منطقة القصيم في السعودية، وقد تم افتتاحها في 2017. وتقوم بإدارتها الشركة السعودية للخطوط الحديدية.

## تاريخ
في ديسمبر 2016، قام الأمير فيصل بن مشعل بن سعود آل سعود أمير منطقة القصيم، بزيارة تفقدية لمحطة القصيم الواقعة شرق مدينة بريدة، ورافقه وكيل الإمارة عبد العزيز بن عبد الله الحميدان، وأعضاء مجلس المنطقة، وعدد من مدراء الإدارات الحكومية بالمنطقة. وجاءت هذه الزيارة لتفقد المحطة قبل بداية الرحلات بالقطار.
في فبراير 2017، قام مدير الإدارة العامة للدفاع المدني ببريدة العقيد سامي السلوم، برفقة مدير إدارة العمليات المقدم فهد البدراني، ومدير شعبة الإطفاء والإنقاذ المقدم علي السحيباني، وعدداً من أفراد المراكز، بجولة تفقدية على محطة قطار سار بالقصيم. وكان في استقبالهم مدير المحطة المهندس فايز الشمري، حيث قاموا بالوقوف على مدى الاستعدادات لبداية انطلاق أول رحلة رسمية.
في مارس 2017، أطلقت الهيئة العامة للسياحة والتراث الوطني من خلال البرنامج الوطني للحرف والصناعات اليدوية (بارع) منافذ بيع الحرف والصناعات اليدوية والأسر المنتجة في محطة القصيم، بهدف تسويق تلك المنتجات.

## مرافق المحطة
كغيرها من محطات الشركة السعودية للخطوط الحديدية، تتوفر محطة القصيم على مختلف المرافق الضرورية لراحة المسافرين، بما فيها الممرات الخاصة بكبار السن وذوي الإحتياجات الخاصة، والمقاهي، والمحلات التجارية، وصالة الأعمال.

## حوادث
في مارس 2017، تعرض أحد قطارات الركاب لحادث على بعد 40 كلم جنوب محطة القصيم، وحسب بيان للشركة السعودية للخطوط الحديدية، فالحادث هو بسبب اصطدام القطار بجمل سائب نتج عنه أضرار مادية بالغة لمقصورة القطار.